# Charbowo
Charbowo (deutsch: Kleedorf) ist ein Dorf in Polen in der Woiwodschaft Großpolen, im Kreis Gniezno, in der Gemeinde Kłecko. In den Jahren 1975–1998 gehörte das Dorf administrativ zur Woiwodschaft Posen. Laut der Volkszählung von 2021 wurde Charbowo von 194 Einwohnern bewohnt, von denen 51 % Frauen und 49 % Männer waren.

Auf der deutschen Karte der Gemeinde Kłecko aus dem Jahr 1919 war das Dorf Charbowo als Kleedorf gekennzeichnet